# Mariana Enríquez
Mariana Enríquez (Buenos Aires, 1973) è una giornalista e scrittrice argentina.

## Biografia
Si è laureata in Comunicazione Sociale presso l'Università Nazionale di La Plata. Lavora come giornalista e articolista per molte testate, come il supplemento Radar del quotidiano Página/12 (di cui è coeditrice) e le riviste TXT, La Mano, La Mujer de mi Vida e El Guardián. Collabora anche con la radio, come articolista nel programma Gente de a pie, per Radio Nacional Argentina.
Fa parte del gruppo di scrittori conosciuti come «nuova narrativa argentina».
I suoi primi due libri sono realisti, mentre i due seguenti virano al genere dell'orrore. Alcuni suoi racconti sono stati inclusi in vari antologie, come No entren al 1408, sia in Argentina che in Spagna, Messico, Cile, Bolivia, Ecuador e Germania. Como desaparecer completamente è stato tradotto in tedesco.
Nel 2014 è uscita la prima opera di Mariana Enriquez tradotta in lingua italiana, nei tre racconti che compongono Quando parlavamo con i morti (Caravan Edizioni, 2014) la paura ha sempre connotati metafisici e metaforici, con richiami alla storia dell'Argentina e alla condizione della donna.
Nel 2019 ha ottenuto il Premio Herralde grazie al romanzo La nostra parte di notte, con il quale è stata anche finalista all'International Booker Prize 2021.

## Opere

### Romanzi
- Bajar es lo peor (1994)
- Cómo desaparecer completamente (2004)
- Chicos que vuelven (2010)
- Este es el mar (2017)
- La nostra parte di notte (Nuestra parte de noche) (2019), Venezia, Marsilio, 2021, traduzione di Fabio Cremonesi, 722 pagine; ISBN 9788829708444

### Racconti
- I pericoli di fumare a letto (Los peligros de fumar en la cama, 2009), Venezia, Marsilio, 2023, traduzione di Fabio Cremonesi, 178 pagine; ISBN 978-8829708437
- Quando parlavamo con i morti (Cuando hablabamos con los muertos, 2013), Roma, Caravan, 2014 traduzione di Simona Cossentino e Serena Magi, 102 pagine; ISBN 978-88-96717-14-1
- Le cose che abbiamo perso nel fuoco (Las cosas que perdimos en el fuego, 2016), Venezia, Marsilio, 2017 traduzione di Fabio Cremonesi, 210 pagine; ISBN 978-88-317-2656-6

### Saggi
- Mitología celta (2007)
- Qualcuno cammina sulla tua tomba: i miei viaggi nei cimiteri (Alguien camina sobre tu tumba: mis viajes a cementerios, 2013), Roma, Caravan, 2016 traduzione di Alessio Casalini, 290 pagine; ISBN 978-88-96717-23-3